# タイリース・ギブソン
タイリース・ダーネル・ギブソン（Tyrese Darnell Gibson, 1978年12月30日 - ）は、アメリカ合衆国カリフォルニア州ロサンゼルス出身の俳優、歌手。身長179.7cm。

## 来歴
14歳のときにタレント・コンテストに入賞。1997年にコカ・コーラの広告に出たことがきっかけで、トミーヒルフィガーなどのモデルを務めるようになる。
また、1998年には自身の名を冠した『タイリース』でアルバム・デビューし、このアルバムはゴールドディスクとなる。2001年にはセカンド・アルバム『2000ワッツ』を発表。
映画デビューは、ジョン・シングルトン監督の青春ドラマ『サウスセントラルLA』（2001）。ドン底からはい上がろうとする青年を演じ、人気ラッパー、スヌープ・ドッグとの共演も果たした。主な出演作に、『トランスフォーマーシリーズ』（2007〜2011、第4作目・第5作目除く）『ワイルド・スピード』シリーズ（2003〜2021、第3作目・第4作目除く）、『フライト・オブ・フェニックス』（2004）、『フォー・ブラザーズ/狼たちの誓い』（2005）、『アナポリス 青春の誓い』（2006）。

## ディスコグラフィ

### アルバム
| 1998                                      | Tyrese                   | - 発売日: 1998年8月29日 - レーベル: RCA - フォーマット: CD, digital download - 全米売上: 130万枚           | 17 | —   | - US: プラチナ |
| 2001                                      | 2000 Watts               | - 発売日: 2001年5月22日 - レーベル: RCA - フォーマット: CD, digital download - 全米売上: 61.7万枚          | 10 | —   | - US: ゴールド |
| 2002                                      | I Wanna Go There         | - 発売日: 2002年12月10日 - レーベル: J - フォーマット: CD, digital download - 全米売上: 87.7万枚           | 16 | 180 | - US: ゴールド |
| 2006                                      | Alter Ego                | - 発売日: 2006年12月12日 - レーベル: J - フォーマット: CD, digital download - 全米売上: 38.4万枚           | 23 | —   |                |
| 2011                                      | Open Invitation          | - 発売日: 2011年11月1日 - レーベル: Voltron, EMI - フォーマット: CD, digital download - 全米売上: 40万枚   | 9  | —   |                |
| 2013                                      | Three Kings （with TGT） | - 発売日: 2013年8月20日 - レーベル: Atlantic - フォーマット: CD, digital download - 全米売上: 7.6万枚      | 3  | 95  |                |
| 2015                                      | Black Rose               | - 発売日: 2015年7月10日 - レーベル: Voltron, EMI - フォーマット: CD, digital download - 全米売上: 17.2万枚 | 1  | —   |                |
| TBA                                       | Identity Theft           | | -  | —   |                |
| "—"は未発売またはチャート圏外を意味する。 |                          | |    |     |                |

## 主な出演作品
| 公開年 | 邦題 原題                                                              | 役名                         | 備考                                               | 日本語吹替                                                             |
| ------ | ---------------------------------------------------------------------- | ---------------------------- | -------------------------------------------------- | ---------------------------------------------------------------------- |
| 2000   | ラヴ・ソング Love Song                                                 | マッド・レイジ / スキップ    | テレビ映画                                         |                                                                        |
| 2001   | サウスセントラルLA Baby Boy                                            | ジョセフ・サマーズ           | 日本劇場未公開                                     | 松田健一郎（VHS版）                                                    |
| 2003   | ワイルドスピードX2 2 Fast 2 Furious                                    | ローマン・ピアース           |                                                    | 楠大典（ソフト版） 乃村健次（テレビ朝日版） 松田健一郎（ザ・シネマ版） |
| 2004   | フライト・オブ・フェニックス Flight of the Phoenix                     | A.J.                         |                                                    | 楠大典                                                                 |
| 2005   | フォー・ブラザーズ/狼たちの誓い Four Brothers'                         | エンジェル・マーサー         |                                                    | 楠大典                                                                 |
| 2006   | アナポリス 青春の誓い Annapolis                                        | コール                       | 日本劇場未公開                                     | 楠大典                                                                 |
| 2006   | L.A.デンジャラス Waist Deep                                            | O2                           | 別題『ウエスト・ディープ/L.A.の狼』 日本劇場未公開 | 不明                                                                   |
| 2007   | トランスフォーマー Transformers                                        | ロバート・エップス軍曹       |                                                    | 山野井仁                                                               |
| 2007   | ハード・クライム The Take                                              | アデル・ボールドウィン       | 日本劇場未公開                                     | 楠大典                                                                 |
| 2008   | デス・レース Death Race                                                | マシンガン・ジョー・メイソン |                                                    | 竹田雅則                                                               |
| 2009   | トランスフォーマー: リベンジ Transformers Revenge of the Fallen        | ロバート・エップス軍曹       |                                                    | 山野井仁                                                               |
| 2010   | レギオン Legion                                                        | カイル・ウィリアムズ         |                                                    | 志村知幸                                                               |
| 2011   | ワイルド・スピード MEGA MAX Fast Five                                  | ローマン・ピアース           |                                                    | 松田健一郎                                                             |
| 2011   | トランスフォーマー/ダークサイド・ムーン Transformers: Dark of the Moon | ロバート・エップス           |                                                    | 山野井仁                                                               |
| 2013   | ワイルド・スピード EURO MISSION Fast & Furious 6                       | ローマン・ピアース           |                                                    | 松田健一郎                                                             |
| 2013   | クリスマスの贈り物 Black Nativity                                      | タイソン                     | 日本劇場未公開                                     | 佐々木誠二                                                             |
| 2015   | ワイルド・スピード SKY MISSION Fast &Furious 7                         | ローマン・ピアース           |                                                    | 松田健一郎                                                             |
| 2016   | ブラザー・ミッション -ライド・アロング2- Ride Along 2                  | メイフィールド               | 日本劇場未公開                                     | 烏丸祐一                                                               |
| 2017   | ワイルド・スピード ICE BREAK The Fate of the Furious                   | ローマン・ピアース           |                                                    | 松田健一郎                                                             |
| 2017   | STAR 夢の代償 Star                                                     | ボビー・ハリス牧師           | テレビシリーズ                                     |                                                                        |
| 2018   | I AM ポール・ウォーカー I Am Paul Walker                               | 本人                         | ドキュメンタリー映画                               | （吹き替え版なし）                                                     |
| 2019   | ブラック アンド ブルー Black and Blue                                  | マイロ・ジャクソン           | 兼製作                                             | 竹田雅則                                                               |
| 2020   | クリスマス・クロニクル PART2 The Christmas Chronicles 2                | ボブ                         | Netflixオリジナル映画                              | 山本祥太                                                               |
| 2021   | ワイルド・スピード/ジェットブレイク F9                                 | ローマン・ピアース           |                                                    | 松田健一郎                                                             |
| 2021   | レッド・ブレイク Rogue Hostage                                         | カイル・スノーデン           |                                                    | 松田健一郎                                                             |
| 2021   | バッド・トレジャー Dangerous                                           | マッコイ保安官               |                                                    |                                                                        |
| 2022   | モービウス Morbius                                                     | サイモン・ストラウド         |                                                    | 楠大典                                                                 |
| 2022   | ブラックパンサーズ 第761戦車大隊 Come Out Fighting                     | クレシー                     |                                                    |                                                                        |
| 2022   | ワイルド・ミッション The System                                        | テリー・サベージ             | 日本劇場未公開                                     |                                                                        |
| 2023   | ワイルド・スピード/ファイヤーブースト Fast X                           | ローマン・ピアース           |                                                    | 松田健一郎                                                             |
| 2023   | Helen's Dead                                                           | ヘンリー                     |                                                    | N/A                                                                    |
| 2024   | 1992:一触即発の夜 1992                                                 | マーサー                     |                                                    |                                                                        |
| TBA    | Hard Matter                                                            | ルーカス                     | ポストプロダクション                               |                                                                        |
| TBA    | The Wrecker                                                            |                              | ポストプロダクション                               |                                                                        |

## 日本語吹き替え
主に担当しているのは、以下の二人である。
松田健一郎
『サウスセントラルLA』で初担当。以降、ワイルド・スピードシリーズ（劇場公開版）のローマン・ピアース役をはじめ、最も多く吹き替えている。
楠大典
『ワイルドスピードX2』（ソフト版）で初担当。松田の次に多く吹き替えている。
このほかにも、山野井仁、竹田雅則、乃村健次、志村知幸、佐々木誠二、烏丸祐一、山本祥太なども声を当てている。